# Beortrico de Wessex

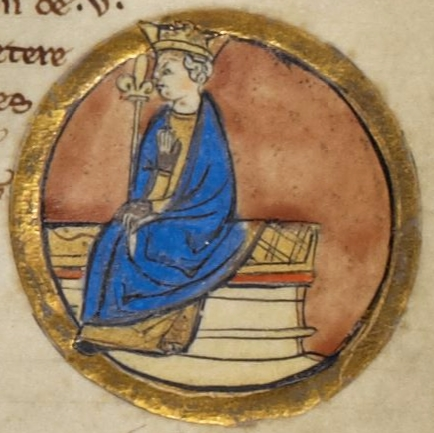
Ilustração de Beortrico no manuscrito do final do século XIII “Genealogical Chronicle of the English Kings”

Beortrico ou Beorhtric (também conhecido como Britrico; que significa “Governante Magnífico”) foi rei de Wessex de 786 a 802.
Em 786, Cinevulfo de Wessex, foi morto pelo nobre exilado Cineardo, irmão do ex-rei Sigeberto. A oferta à Beortrico para o trono foi apoiada por Offa, rei da Mércia contra Egberto de Wessex. Não está inteiramente claro por que Offa interveio em favor Beortrico, embora parece provável que a oportunidade de influenciar a política dos saxões do oeste, e, assim, preservar a ascendência Mércia foram fatores importantes. Além disso, sugere-se que Egberto era descendente da dinastia Kentish que, sob Eahlmund, havia se rebelado contra o governo de Offa e derrotado na batalha de Otford. Até certo ponto, Beortrico parece ter sido sujeito à autoridade de Offa. Em 787, ele ocupou o Sínodo de Chelsea, em conjunto com Offa, e em 789 ele se casou com uma das filhas de Offa, Adbura. A terra que ficava, tradicionalmente, nas fronteiras de Mércia e Wessex foram administrados pelo tribunal Mércio, como é visto em Cartas de Offa, e seu filho Egfrido.
Saxões ocidentais parecem ter usado moeda de Offa: uma pesquisa recente de uma única moeda medieval  encontrada revela um rastro de moedas de um centavo de Offa.
Foi durante o reinado Beortrico de que a Crônica Anglo-Saxãs registram os primeiros ataques viquingues na Inglaterra. Em 789, eles desembarcaram na costa de Dorset, perto da ilha de Portland, onde mataram um oficial do rei.
Após a morte de Offa, em 796, o poder mércio sobre a Inglaterra estava enfraquecida, e Beortrico pode ter exercido mais independência durante este período. Dentro de poucos anos o sucessor de Offa, Coenulfo, tinha restaurado posição mércia, e depois de 799, a relação de Beortrico com os mercianos parece ter sido similar à situação antes da morte de Offa.
Beortrico supostamente teria sido morto ao ser acidentalmente envenenado por sua esposa, Adbura. Ela fugiu para um convento em Frância, do qual, mais tarde, foi expulsa após ser encontrada com um homem. A procedência dessa história é duvidosa. O Anglo-Saxon Chronicle registra que Beortrico foi enterrado em Wareham em 802, possivelmente na Igreja de Senhora Santa Maria. Ela morreu na pobreza em Pavia.